# Электро-свинг
Электро-свинг (англ. Electro Swing), впоследствии свинг-хаус (англ. swing house) — музыкальный жанр на стыке хауса и евродэнса, использующий традиционные звучания свинга, быстрого джаза, буги, а также других стилей 1940-х и 1950-х годов в рамках методов и приёмов производства современной танцевальной электроники. Понятие «электро-свинг» появилось ещё в 1990-м году, в момент зарождения эйсид-джаза и балеарик-бита в южной Европе (Швейцария, Италия и Испания), однако со временем вышло из обихода и уже к концу 1990-х заменилось на более современное «свинг-хаус».
В 2010-м году, тем не менее, понятие «электро-свинг» подхватило уже иное, достаточно мимолётное движение, связанное с субжанром электро-хауса, в котором использовались вставки из шлягеров 1950-х годов, в эксклюзивной современной аранжировке. Данное движение было быстротечным и к середине 2011 года уже практически полностью иссякло, хотя современные исполнители свинг-хауса интегрировали некоторые его элементы в свои более поздние композиции.

## История возникновения
Предпосылки к использованию в электронной музыке саксофона, тромбона и прочих джазовых инструментов возникли ещё в конце 1980-х годов в Чикаго. Такие исполнители как  Green Keepers (James Curd), No Assembly Firm (Dan X and Justin Long), Mike Dixon, и Transluscent, например, прославились своими экспериментами с семплами популярных джазовых композиций, наложенных на прямую хаус-бочку. Но отдельным термином в те годы эти эксперименты не увенчались, так как в моде были тяжёлые синтезаторы эйсид-хауса, по сути с подобными вставками мало совместимые.
В начале 1990-х, с развитием в Европе фолк-вариации в популярной музыке, ситуация изменилась. На парах внезапной потери интереса к техно 1989—90 годов и возникновения менее агрессивного в своём звучании хип-хопа, популярная музыка обрела новые оттенки, в то же время не лишившись и электронного окраса. Такие коллективы, как G-Swing, Mike Dixon, Doop, Gabin, Jimmy Luxury, Jurassic 5’s, Gry and F.M. Einheit’s были уже известны в 1993—94 годах как мировые создатели движения электро-свинг, с локальными вариациями дэнса, R'n'B и даунтемпо. Например, трек начала 1994 года «Lucas With The Lid Off» можно считать первой успешной композицией в смешивании блюза и фолка с хип-хопом, набиравшим стремительную молодёжную популярнось на Западе в те годы.
Вторая же половина 1990-х оказала положительное влияние именно на танцевальный электро-свинг, развившийся ввиду мировой популяризации хаус-музыки. Таким образом, сам термин «электро-свинг», часто употреблявшийся в прессе начала 1990-х, практически забылся к 1997 году, а в лаундже тех лет возникла поджанровая вариация swing lounge. Базой поджанра считались глухие басы, позаимствованные у дип-хауса, на которые поверх накладывались семплы преимущественно свинга, с более редким использованием струнных мелодий нового джаза. К 1998 году развились локальные вариации jackin' и London folk, а в 1999-м исполнитель Mr. Scruff записал композицию «Get A Move On», полностью определившую современное движение в данном направлении. Ещё большим успехом ознаменовались производные треки «Swing Set» от Jurassic 5, «Princess Crocodile» от Gry и F.M. Einheit's, «Rose rouge» от St. Germain, а также «Bathtime in Clerkenwell» от The Real Tuesday Weld.
Идея выноса электро-свинга за скобки широкого стиля лаунж впервые пришла в голову Маркусу Фюредеру в 2005-м году. Под псевдонимом Parov Stelar он выпускал уже известные хаус-вариации, все больше проникаясь ритмами и мелодиями настоящего свинга, которым вскоре дал описание «свинг-хаус». Впервые в истории электронной музыки на танцевальной арене тогда появились не перемиксованные в семплах композиции, а новый, живой звук, взятый именно из записей игры на инструментах. Среди последователей Parov Stelar стоит упомянуть Caravan Palace, Club des Belugas, Gramophonedzie и Waldeck, Bart And Baker и Dutty Moonshine, Kiwistar и Swingrowers, Odjbox и Kormac, Swing Republic и Jamie Berry.
К 2009-му году среди молодёжи популяризировалось массовое культурное явление в хипстер-движении, сочетающее в себе элементы ретро и артхауса. Это реакция музыкантов на популярность Нео-Бурлеска (Шоу Диты фон Тиз), телешоу Boardwalk Empire; реставрацию черно-белых фильмов, возобновившийся интерес к немому кино и тягу тренд сеттеров моды (D&G, Marc Jackobs) к уличному стилю американского пролетариата 30-40 гг. Распространилась эстетически оформленная мода на винтаж во многих областях искусства: от производства одежды до кинематографа или графического дизайна. В плане музыки, впервые термин «электро-свинг» вернулся на мировую арену, а композиции исполнителей 1990-х узнали резкое возрождение к ним интереса у публики.
Такие лейблы, как Wagram во Франции или Freshly Squeezed Music в Англии принялись за выпуск тематических компиляций, объединяющих лучшие работы в стиле электро-свинг. Благодаря этому об электро-свинге заговорили в авторитетной профильной прессе (Time Out, Mixmag), и в том же 2009 году владелец лейбла Continental Drift Крис Тофу и Ник Холливуд из Freshly Squeezed Music открыли в Лондоне первый ночной клуб, полностью посвящённый эстетике ретро и электро-свингу. Со временем, такие клубы начали появляться не только в Англии, но и в Америке, а стиль обжился даже собственным фестивалем.
С популяризацией живых инструментов, присутствующих и в джазе, в новом стиле электроники nu-disco, свинг-хаус сегодня постепенно изживает себя, тем не менее его популярность по большей вероятности в дальнейшем останется культово-привязанной к определённым мировым сценам.

## Поджанр электро-хауса
В 2010 году термин «электро-свинг» набрал молниеносную популярность для определения стыкового поджанра электро-хауса, образовавшегося в ходе смешивания вырезок из шлягеров 1950-х годов с абразивным лидом электро-хауса. В отличие от настоящего свинг-хауса, композиции такого электро-свинга заимствовали как ударные, так и синтезаторы напрямую у электро-хауса (вариаций Dutch, Progressive а позже - даже Big Room), отчего звучание в "дропах" было полностью электронным, а в партиях к нему добавляли как бы отдельно играющие куски оригинальных композиций. Все без исключения треки являлись каверами. Хитом послужила композиция продюсеров Yolanda Be Cool и DCUP под названием «We No Speak Americano», набравшая только за полгода столько же популярности, сколько оригинальный свинг-хаус набирал десятилетиями.
Характерно, что за подобным подъёмом последовало и падение, в результате чего к середине 2011 года данный поджанр неизбежно изжил себя. Отдельные исполнители, эмергентные в стиле электро-свинга как поджанра электро-хауса (Daniele Petronelli, IMBYU), в скором времени переключились на выпуски исключительно Big Room треков. С 2012 года термин практически вернулся к своим изначальным стилевым последователям.

## Электро-свинг в России
В России жанр играют, в основном, диджеи. Устраивались разные тематические вечеринки в конце 00-х годов. Лишь совсем недавно появились несколько коллективов, работающих в жанре с живыми инструментами: Крем Марго и Dream Shadow в Москве и Prostogroove в Петербурге.
Считается, что Крем Марго является первым российским коллективом в жанре электро-свинг с авторским материалом, однако звучание группы, во многом, является далеким от европейского первоисточника и с малым количеством живых инструментов (лишь труба и саксофон), а Prostogroove исполняют каверы на Parov Stelar, Caravan Palace, Swing Republic и других зарубежных исполнителей, тем самым наиболее приближены к европейскому звучанию и с самым большим составом - 10 человек. В июне 2023 года Prostogroove выпустили мини-альбом с авторскими треками. Dreams Shadow добились наибольшего успеха, попав в полуфинал проекта "Новая Звезда" на телеканале "Россия 1", их песни ротируются на радиостанциях, а также во всех парках Москвы.

## Лейблы
- Etage Noir
- Freshly Squeezed Music
- Wagram Music
- Jazz & Milk Recordings
- Dope Noir
- Barclay Records
- Cuckoo Records
- ElectroSwingRecords